# Knut Sandwall
Knut Gustaf Sandwall, född 30 september 1894 i Jönköping, död 17 februari 1967 i Malmö, var en svensk ingenjör. Han var son till civilingenjören och direktören John Sandwall (1867–1954) och sonson till Frans Gustaf Sandwall.
Efter studentexamen i Skara 1913 blev Sandwall diplomingenjör vid Technische Hochschule i Darmstadt 1922. Han var ingenjör vid Helsingborgs Varfs- och Svetsnings AB 1924–30, vid Chaudronneries A.F. Smullders i Liège, Belgien, 1930–34, bedrev egen konsulterande verksamhet i Helsingborg 1934–36, var ingenjör vid Kockums Mekaniska Verkstads AB i Malmö från 1935 och avdelningschef där från 1944.
'